# شيرلي شيرود
شيرلي شيرود (بالإنجليزية: Shirley Sherrod)‏ (من مواليد 1948) هي المديرة السابقة لولاية جورجيا للتنمية الريفية في وزارة الزراعة الأمريكية. في 19 يوليو عام 2010، أصبحت موضع جدل عندما نُشرت أجزاء من خطاب ألقته في شبكة بريتبارت الإخبارية، وأجبِرت على الاستقالة. لكن عند مراجعة الفيديو الكامل غير المحرر في السياق، اعتذرت الجمعية الوطنية للنهوض بالملونين، ومسؤولو البيت الأبيض، ووزير الزراعة الأمريكي توم فيلساك، عن طردها وعُرض عليها منصب جديد.
رفعت شيرود دعوى قضائية ضد أندرو بريتبارت والمتهم الآخر لاري أوكونور بتهمة التشهير، والضوء الزائف، والتسبب المتعمد في معاناتها النفسية. في أكتوبر 2015 سويت الدعوى خارج المحكمة بشروط سرية.

## ائتمان أراضي المجتمعات الجديدة
في عام 1969 كانت شيرود وزوجها من بين نشطاء الحقوق المدنية والأراضي الجماعية في الولايات المتحدة الذين شاركوا في تأسيس مجتمعات جديدة، وهي مزرعة جماعية في جنوب غرب جورجيا على غرار الكيبوتس في إسرائيل. وفقًا للمنح الدراسية التي قدمها الناشطان في ائتمان الأراضي سوزان ويت وروبرت سوان، فإن تأسيس المجتمعات الجديدة في عام 1969 من قبل أفراد مثل الزوجين شيرود المرتبطان بحركة ألباني  التي كانت مختبرًا ونموذجًا لحركة نحو تطوير ائتمان الأراضي المجتمعية في جميع أنحاء الولايات المتحدة: «إن مثابرة وبصيرة ذلك الفريق في جورجيا، والتي كان الدافع إليها حق المزارعين الأميركيين من أصل أفريقي في زراعة الأراضي بأمان وبأسعار معقولة، هي التي أطلقت حركة ائتمان الأراضي المجتمعية في هذا البلد».
يقع المشروع الذي تبلغ مساحته 5700 فدان (23 كم²) في مقاطعة لي، جورجيا، وهو واحد من أكبر مساحات الأراضي المملوكة للسود في الولايات المتحدة. سرعان ما واجه المشروع صعوبات بسبب معارضة المزارعين من ذوي البشرة البيضاء الذين اتهموا المشاركين بأنهم شيوعيون، وأيضًا بسبب منع الحاكم الديمقراطي المعارض ليستر مادوكس صناديق التنمية الخاصة بالمشروع من دخول الولاية. أدى الجفاف في سبعينيات القرن العشرين، وعدم القدرة على الحصول على قروض حكومية إلى نهاية المشروع في عام 1985.

### دعوى قضائية جماعية
بعد أن فقدت شيرود وزوجها مزرعتهما عندما لم يتمكنا من الحصول على قروض من وزارة الزراعة الأمريكية، أصبحا مدعين في الدعوى الجماعية في الدعوى المدنية بيغفورد ضد غليكمان. ووافقت الإدارة على تسوية دفعت فيها التعويضات في الفترة ما بين 1 يناير عام 1981 و31 ديسمبر عام 1999، فيما وصف بأنه «أكبر تسوية للحقوق المدنية في التاريخ، حيث دفعت ما يقرب من مليار دولار لأكثر من 16,000 ضحية».
مُرر قانون اتحادي في عام 2008 -برعاية السيناتور باراك أوباما آنذاك- للسماح لما يصل إلى 70,000 مطالب بالتأهل، والذين شملوا المجتمعات الجديدة، للمزرعة المجتمعية التي شاركت فيها شيرود وزوجها. في عام 2009 حكم القاضي المحكم مايكل لويس بأن وزارة الزراعة الأمريكية ميزت ضد المجتمعات الجديدة من خلال رفض قرض العمل، وتقديم شروط أكثر ملاءمة للمزارعين البيض. تلقت المجتمعات الجديدة تسوية بقيمة 12.8 مليون دولار تضمنت 8.2 مليون دولار كتعويض عن خسارة الأراضي الزراعية، و4.2 مليون دولار عن خسارة الدخل، و330 ألف دولار لشيرود وزوجها عن «المعاناة النفسية». عُينت شيرود من قبل وزارة الزراعة الأمريكية في أغسطس 2009 كمديرة التنمية الريفية في جورجيا، وهي أول شخص أسود يشغل هذا المنصب.